# الدحاحنة الجنوبية (الشراكة)
الدحاحنة الجنوبية هو دُوَّار يقع بجماعة المنزه، عمالة الصخيرات تمارة، جهة الرباط سلا القنيطرة في المملكة المغربية. ينتمي الدوّار لمشيخة الشراكة التي تضم دوارين. يقدر عدد سكانه بـ 183 نسمة حسب الإحصاء الرسمي للسكان والسكنى لسنة 2004.

## روابط خارجية
- البوابة الوطنية للجماعات الترابية
- المندوبية السامية للتخطيط